# Lammefjord

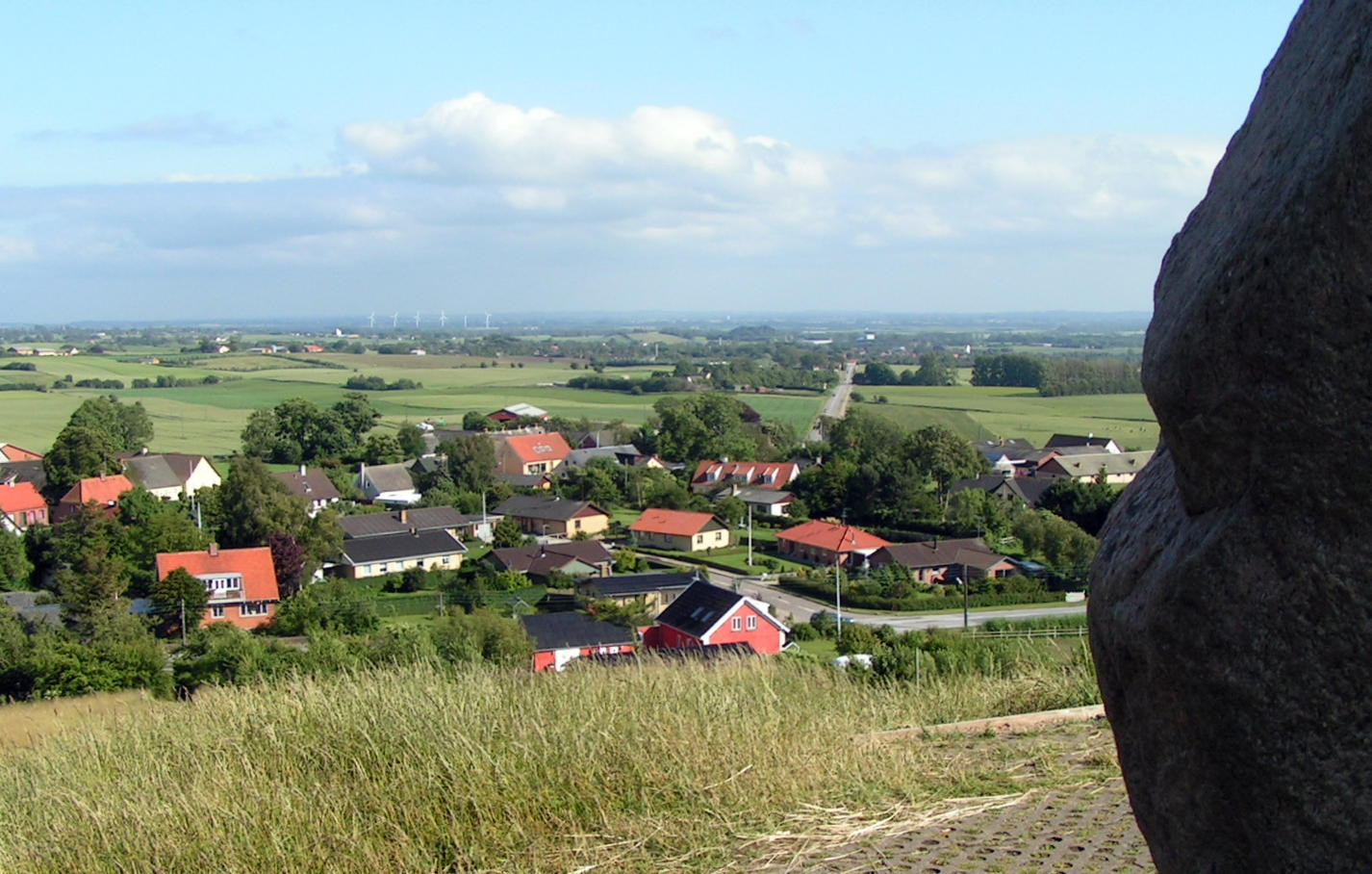
Landschap in de Lammefjord

De Lammefjord is een voormalige zeearm in Denemarken op het eiland Seeland. In 1875 is dit onderdeel van de Isefjord ingepolderd. Het diepste punt van de polder ligt 7,5 meter beneden zeeniveau, waarmee deze polder lager ligt dan de Zuidplaspolder, de locatie van het laagste punt van Nederland, het diepste punt van de Europese Unie (uitgezonderd enkele dagbouwlocaties).
De polder is met een oppervlakte van 57,64 km² iets kleiner dan de Nederlandse Beemster en wordt voornamelijk als landbouwgebied gebruikt. Het dorp Fårevejle Stationsby is gelegen in de polder.
In 1875 lag het diepste punt van de polder op 2,75 meter beneden zeeniveau, door inklinking is dit inmiddels gedaald tot -7,5 meter.

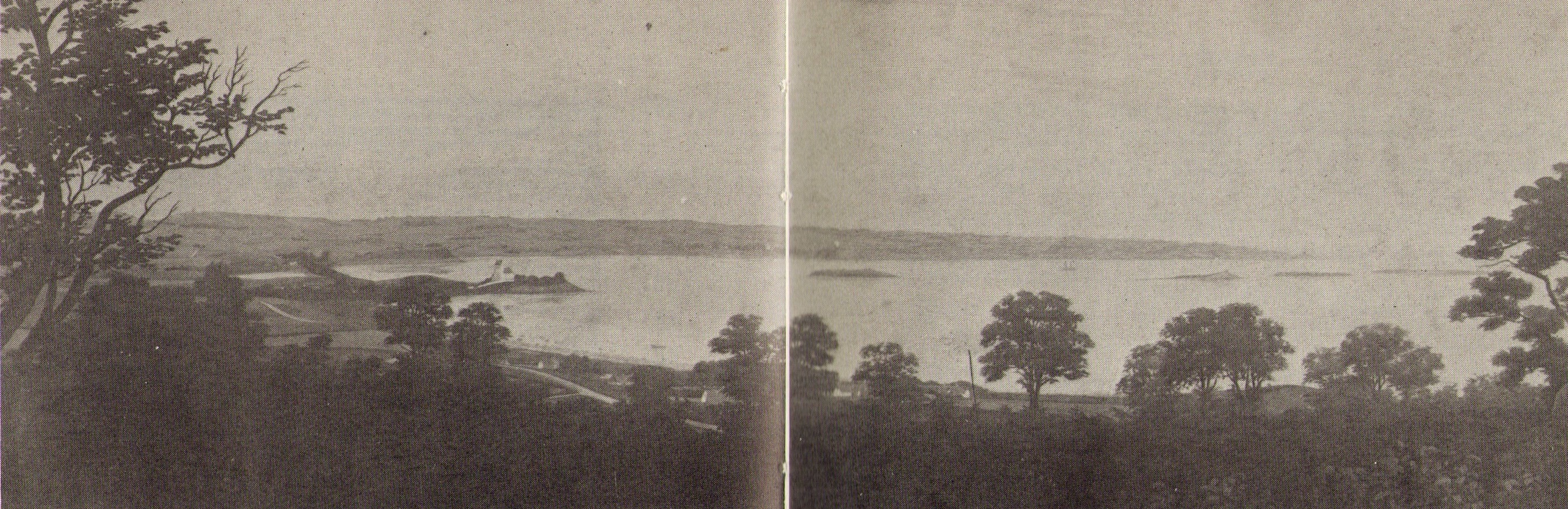
De Lammefjord voor inpoldering (1870)

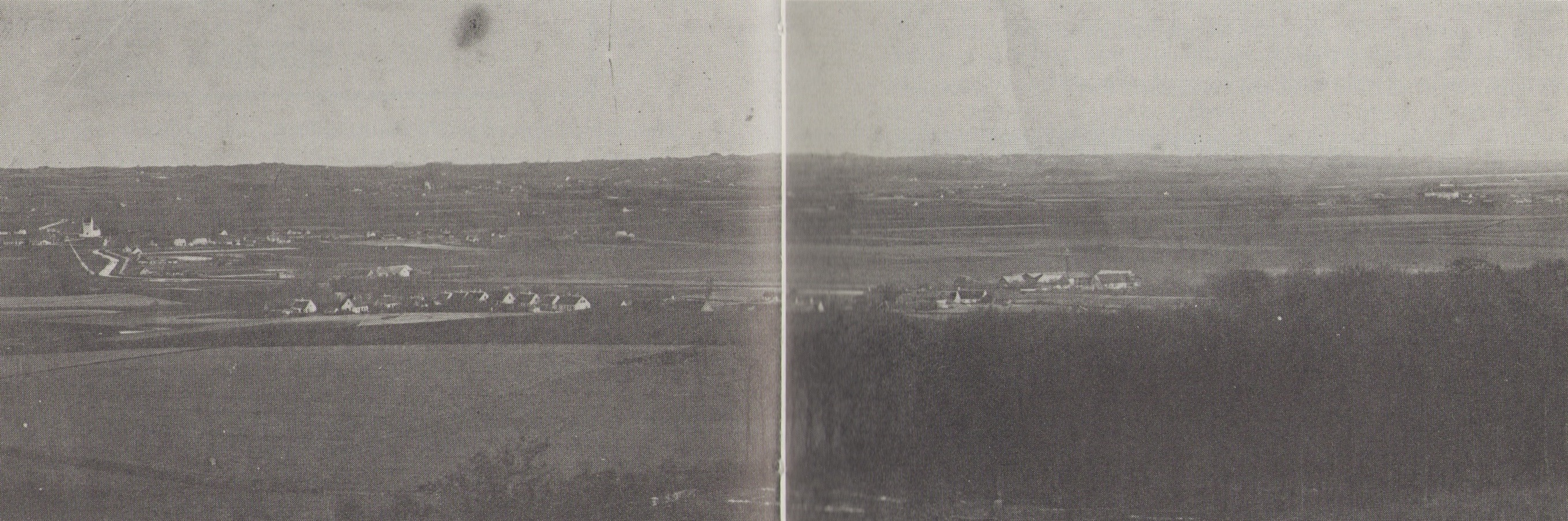
De Lammefjord na inpoldering (ca. 1920)